# Motociklistična Velika nagrada Pacifika
Motociklistična Velika nagrada Pacifika je bila motociklistična dirka svetovnega prvenstva med sezonama 2000 in 2003.

## Zmagovalci
| Sezona | Dirkališče | 125 cm3           | 250 cm3        | MotoGP             | Poročilo |
| ------ | ---------- | ----------------- | -------------- | ------------------ | -------- |
| 2003   | Motegi     | Hector Barbera    | Toni Elías     | Max Biaggi         | Poročilo |
| 2002   | Motegi     | Dani Pedrosa      | Toni Elías     | Alex Barros        | Poročilo |
| Sezona | Dirkališče | 125 cm3           | 250 cm3        | 500 cm3            | Poročilo |
| 2001   | Motegi     | Youichi Ui        | Tetsuya Harada | Valentino Rossi    | Poročilo |
| 2000   | Motegi     | Roberto Locatelli | Daijiro Kato   | Kenny Roberts, Jr. | Poročilo |